# Der Findling (Kleist)

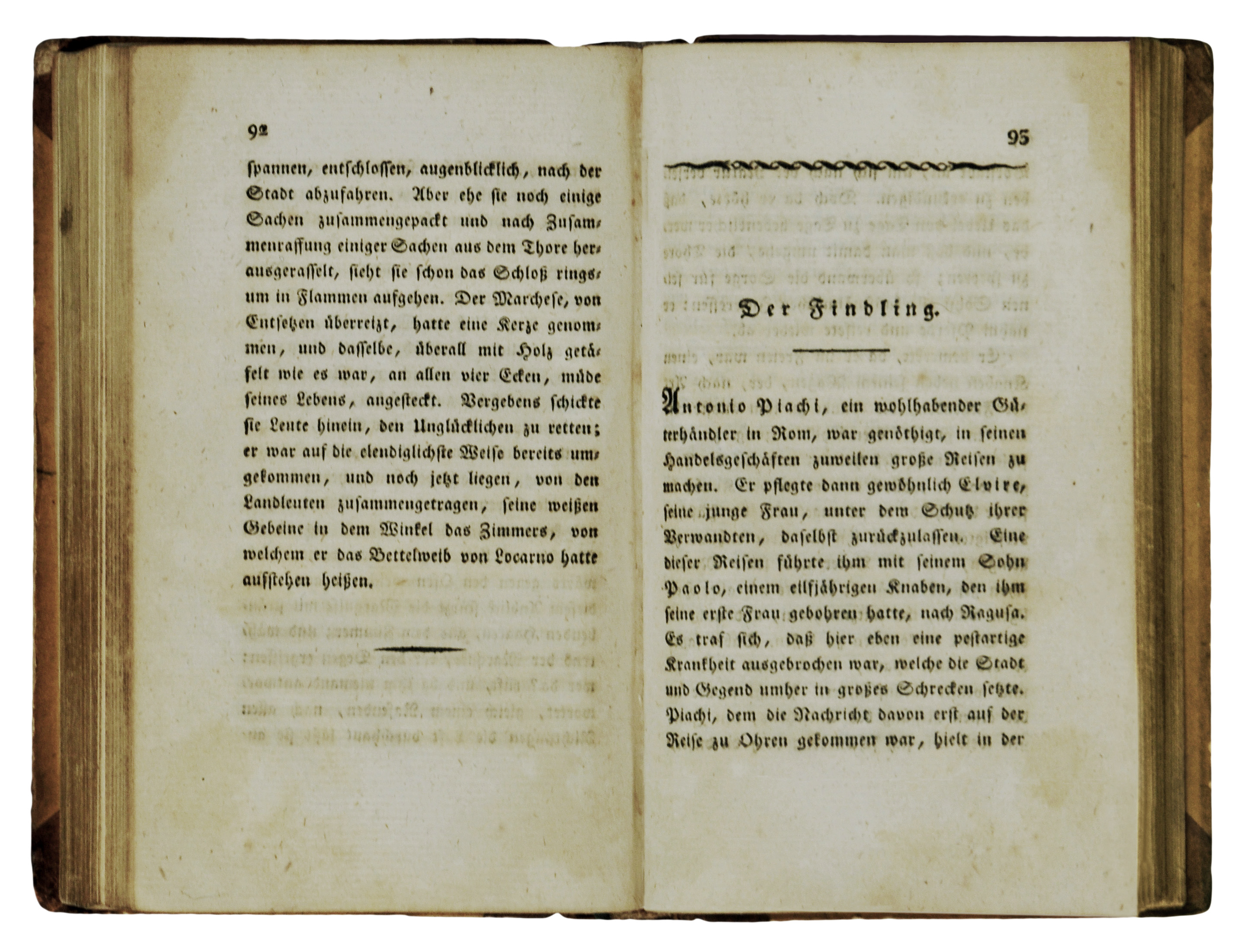
Erstdruck 1811

Der Findling ist eine Novelle von Heinrich von Kleist, die zum ersten Mal 1811 in Erzählungen, Band 2, erschienen ist. Lange Zeit herrschte größere Diskussion darüber, ob das Werk wirklich erst für diese Veröffentlichung geschrieben wurde oder ob es sich nicht um ein sehr frühes Werk handelt. Heute geht die Forschung von der Spätdatierung aus. 1967 entstand ein gleichnamiger Fernsehfilm, der auf der Novelle basiert.

## Handlung
Antonio Piachi, wohlhabender Güterhändler und in zweiter Ehe verheiratet mit Elvire, reist mit seinem Sohn Paolo, seinem Sohn aus erster Ehe, nach Ragusa. Dort herrscht jedoch eine pestartige Krankheit. Aus Sorge um sein Kind will er deshalb sogleich wieder abreisen. Bei der Abreise nimmt er aus Mitleid den angesteckten Waisenknaben Nicolo mit, obwohl es ihm anfangs widerstrebt. In einem Wirtshaus werden sie von der Polizei festgenommen und aus Quarantäneschutz nach Ragusa zurücktransportiert. Im dortigen Krankenhaus bleibt Piachi gesund, sein eigener Sohn aber stirbt, während sich Nicolo erholt. Als Nicolo ihm zum Abschied eine gute Reise wünscht, entschließt der trauernde Piachi sich, ihn mitzunehmen.
Zurück in Rom trauert Elvire um den toten Paolo, nimmt Nicolo jedoch in die Familie auf. Nicolo erhält eine gute Schulbildung. Piachi adoptiert ihn schließlich und setzt ihn als Kommis in seinem Geschäft ein.
Er ist zufrieden mit seinem „Sohn“, bis auf zwei Laster Nicolos: Nicolo hat Umgang mit den Mitgliedern des Karmelitenordens, die vor allem an dem künftigen Erbe des Jungen interessiert sind, und er hat ein frühes Interesse am weiblichen Geschlecht. Mit 15 hat er eine Affäre mit Xaviera Tartini, der „Beischläferin des Bischofs“. Mit 20 wird Nicolo im Interesse der Eltern mit Constanze Parquet, einer Nichte Elvires, verheiratet. Mit 60 Jahren geht der Vater in den Ruhestand und überschreibt den Großteil seines Vermögens und das Geschäft an den Sohn.
Es folgt eine Rückblende, die Elvires Vorgeschichte berichtet: Ihr Vater Phillippo Parquet, ein bemittelter Tuchhändler in Genua, hatte wegen seines Berufs ein Haus am Meer. Es brach ein Feuer im Haus aus, als Elvire 13 Jahre alt war. Sie rettete sich auf einen Balken hoch über dem Meer, der aber bald auch Feuer fing. Kurz bevor sie in den Tod springen wollte, wurde sie von einem jungen Genueser, dem Sohn des Marquis, gerettet. Dieser zog sich dabei aber so schwere Verletzungen zu, dass er nach drei Jahren Krankenlager starb. Die von Liebe ergriffene Elvire pflegte ihn während seiner Krankheit und lernte in seinem Haus auch Piachi kennen, der mit dem Marquis Handelskontakte unterhielt. Nach dem Tod des Genuesers heiratete sie Piachi, konnte den Tod ihres Retters aber nie überwinden. Piachi respektiert Elvire und hütet sich, mit ihr über den Genueser zu sprechen.
Nicolo unterhält sein Verhältnis mit Xaviera Tartini auch nach der Hochzeit weiter und betrügt seine Frau. An einem Abend tritt seine Adoptivmutter Elvire in das Wohnzimmer, um für ihren Gatten Medizin zu holen. Zur gleichen Zeit kehrt Nicolo in dem Karnevalskostüm eines Genueser Ritters von einem heimlichen Ausflug mit Xaviera nach Hause zurück. Nicolo hatte freilich seine Gattin Constanze nicht über seinen „Ausflug“ unterrichtet, insofern verfällt er in Panik, als er die Schlafzimmertür verschlossen findet. Elvire, die Nicolo unter seiner Verkleidung nicht erkennt, erschreckt ihrerseits über den genuesischen Ritter in ihrem Wohnzimmer und stürzt von einem Stuhl, den sie als Leiter benutzt hatte. Um seine amourösen Abenteuer geheim zu halten und keinen Rüffel von seinem Vater zu erhalten, entreißt Nicolo Elvire, statt ihr zu helfen, ihren Schlüsselbund, eilt in sein Schlafzimmer, legt dort seinen Schlafrock an und stellt sich, als Piachi seiner Frau zu Hilfe kommt, überrascht. Elvire steht unter Schock: Sie erholt sich wieder, bleibt aber in der Folgezeit schwermütig.
Ein Jahr später sterben Constanze und ihr Kind bei der Niederkunft. Die sexuellen Ausschweifungen Nicolos beginnen wieder. Noch ehe Constanze begraben ist, erwischt Elvire Nicolo mit einer Zofe von Xaviera in seinem Zimmer. Sie verrät zwar nichts, doch kurz darauf erwischt Piachi dieselbe Zofe mit einem Brief von Nicolo an Xaviera, in dem er sie um einen Termins für ein Stelldichein bittet. Piachi beantwortet, um seinem Adoptivsohn eine Lehre zu erteilen, den Brief im Namen der Xavieras und gibt die Magdalenenkirche als Treffpunkt an. Zudem lässt er das geplante Begräbnis Constanzes am nächsten Tag absagen und ordnet stattdessen einen Leichenzug zum Gewölbe der Magdalenenkirche, wo sie bestattet werden soll, für sofort an. Kurz darauf stößt Nicolo in der Magdalenenkirche, wo er Xaviera zu treffen hofft, auf den Leichenzug. Auf seine Frage, wen dort bestattet werde, erklärt ihm der vermummte Piachi, dass es Xaviera Tartini sei. Nicolo ist jedoch sofort klar, dass es sich um seine Frau handelt. Nun verfällt Nicolo in Hass gegen Elvire, weil er glaubt, sie habe ihm diese Schande bereitet und ihn an Piachi verraten. Nicolo entschuldigt sich bei diesem und verspricht – ohne wirkliche Absicht – die Auflösung des Verhältnisses mit Xaviera. Gleichzeitig ist er nun fest entschlossen, Rache an Elvire zu nehmen, die er gleichzeitig aber selbst zu begehren beginnt.
Einige Zeit später beobachtet Nicolo Elvire durch das Schlüsselloch ihres Zimmers und glaubt, sie bei einer Affäre zu beobachten. Als sie kurz darauf das Zimmer alleine verlässt, findet Nicolo allerdings heraus, dass sie in Wirklichkeit nur vor einem Bild eines jungen Ritters „in Stellung der Verzückung“ gekniet hatte. Daraufhin erzählt Nicolo Xaviera, die Elvire ebenfalls stürzen möchte, von der sonderbaren Begebenheit. Als einige Zeit später sowohl Piachi als auch Elvire verreist sind, zeigt er Xaviera und ihrer kleinen Tochter Klara, deren Vater der Bischof ist, in Elvires Schlafzimmer das besagte Bild. Die Kleine ruft plötzlich: „Signor Nicolo, wer ist das anders, als Sie?“ Xaviera reagiert eifersüchtig, Nicolo dagegen erregt. Der Gedanke, dass die Leidenschaft der so tugendsamen Elvira ihm gelten könnte, erregt ihn fast so sehr wie das Gefühl der Rache an ihr.
Nach der Rückkehr seiner Adoptiveltern spielt Nicolo eines Abends mit Buchstaben aus Elfenbein aus seiner Kinderzeit und entdeckt das Anagramm Nicolo = Colino. Als „Colino“ hatte Elvire den Mann auf dem Bild angesprochen, als Nicolo sie heimlich beobachtet hatte. Auch Elvire sieht das Anagramm, das Nicolo gelegt hat, und weint errötet. Der junge Mann sieht sich in seiner Vermutung bestätigt, glaubt an sein Liebesziel und will ihr in ihr Schlafzimmer folgen. Dies wird jedoch durch Piachis Rückkehr von einer Besorgung vereitelt. Stattdessen erfährt Nicolo im Gespräch mit Xaviera, was diese zwischenzeitig über Elvire erfahren hat: Gegenstand von Elvires Liebe ist ihr Lebensretter aus Genueser Jugendtagen, der schon seit zwölf Jahren tote Marquis Aloysius von Montferrat, genannt Colino. Dieser ist auch auf dem Bild in ihrem Schlafzimmer dargestellt. Diese Information hatte Elvira ihrem Beichtvater, dem Bischof, mitgeteilt, der es wiederum unter Bruch des Beichtgeheimnisses an seine Geliebte Xaviera verriet – angesichts dessen bittet diese Nicolo, die Information geheim zu halten.
Bei Nicolo vereinigen sich Rache und Wollust zu einem „satanischen Plan“ gegen die „reine Seele“ Elvires. Als Piachi zu einer Reise aufgebrochen ist, schleicht er sich in seiner Verkleidung als Genueser Ritter, in der er Colino zum Verwechseln ähnlich sieht, in Elvires Gemach. Schon kurz darauf kommt Elvire, zieht sich aus und erblickt den als Colino verkleideten Nicolo. Erschreckt sinkt sie in Ohnmacht. Nicolo hofft, sie trotzdem verführen zu können, sobald sie wieder zu sich gekommen ist, und beginnt sie abzuküssen. In diesem Moment kehrt unerwartet Piachi nach Hause zurück und entdeckt die beiden. Um seine Haut zu retten, fleht Nicolo Piachi an und bittet um Verzeihung.
Piachi ist bereit, die Angelegenheit im Stillen zu klären, und verweist Nicolo des Hauses. Dieser jedoch geht plötzlich in die Offensive, erinnert seinen Adoptivvater daran, dass dieser ihm bereits seinen Besitz überschrieben hat, und verweist nun seinerseits Piachi und Elvire des Hauses. Es entspinnt sich ein Rechtsstreit, der zu Gunsten Nicolos ausgeht, weil der Bischof, der auf einen späteren Erbanteil für die Kirche hofft, sich für diesen einsetzt. Dazu kommt noch, dass der Bischof froh ist, weil Nicolo ihm die lästig gewordene Xavira abnehmen und heiraten will. Elvire stirbt an den Folgen des Vorfalls. Piachi, wegen des Verlustes seines Hauses wie seiner Frau in Rage, ermordet Nicolo und lässt sich dann ohne Gegenwehr festnehmen. Schließlich wird er ohne letzte Absolution hingerichtet, weil er sich den Priestern hartnäckig verweigert, um „Nicolo auch noch in der Hölle verfolgen“ zu können.

## Deutung
Die Frühdatierung des Textes wurde unter anderem aufgrund von „Brüchen“ in der Handlung bzw. „wenig psychologischer Motivierung der Handlung“ erwogen. Jürgen Schröder hat versucht, die Handlung mit Rückgriff auf soziophysikalische Überlegungen Kleists zu motivieren. Im Allerneusten Erziehungsplan oder auch in dem Essay Über die allmählige Verfertigung der Gedanken beim Reden äußert Kleist den Gedanken einer „merkwürdige[n] Übereinstimmung zwischen den Erscheinungen der physischen und moralischen Welt“.
Die soziophysikalische Lesart sieht den Text, wie es für die meisten Texte Kleists in der neueren Forschung bedacht wird, als Versuchsanordnung. Der Findling scheint am Anfang neutral geladen. Die Erregung des Vaters über den Tod seines leiblichen Sohnes polarisiert ihn positiv und komplementär Nicolo negativ. Dies drückt sich darin aus, dass er keinerlei Anteilnahme oder Mitleid zeigt, sondern in sich gekehrt dasitzt und „Nüsse knackt“. Elvire hat durch ihre sexuelle Inaktivität ein Liebesvakuum und kann daher als negativ polarisiert angesehen werden. Nicolo baut durch den Mangel an Liebe in seinem „Elternhaus“ frühe sexuelle Aktivität auf, was man als positive Polarisierung verstehen kann. Seine Frau Constanze vermag diese Ladung etwas zu binden. Als Nicolo (als Colino verkleidet) Elvire nachts begegnet, kommt es zu einer elektrischen Entladung. Es blitzt und Elvire sinkt ohnmächtig zusammen.
Als Constanze gestorben ist, wird die Polarität Nicolos frei. Sie polarisiert Antonio Piachi komplementär, dass dieser auf Rache sinnt. Dies polarisiert Nicolo gegen Elvire. Sein sexuelles Begehren an ihr und zugleich der Wunsch nach Rache deutet Schröder als Oszillieren zwischen zwei Polaritätszuständen. Dieser Spannungsaufbau implodiert, als Antonio Piachi eintritt und der Fast-Liebesszene ein Ende setzt. Elvire bricht zusammen.
Als Antonio Piachi nun die Peitsche zückt, polarisiert dies wiederum Nicolo gegen ihn, was plausibel macht, wieso er ihn so plötzlich aus dem Haus wirft.
In Kleists Novelle spielt die Ersetzung von Personen eine wiederkehrende Rolle. So wird unter anderem die erste Frau Piachis durch Elvire ersetzt oder auch Colino durch Nicolo. Des Weiteren vertritt Nicolo auch den toten Sohn Paolo. Dies wird dadurch deutlich, dass er dessen Kleider, Zimmer, ja seine ganze Rolle übernimmt.

## Sekundärliteratur
- Helga Arend: Heinrich von Kleists „Der Findling“ als triviale Schauergeschichte, moralische Erzählung oder philosophischer  Diskurs? Die Befreiung von der Kategorie ‚Trivialliteratur’. In: dies. (Hg.): „Und wer bist du, der mich betrachtet?“ Populäre Literatur und Kultur als ästhetische Phänomene. Festschrift für Helmut Schmiedt, Bielefeld 2010, S. 279–296. ISBN 978-3-89528-814-2
- Günter Bamberger: Der Findling. In: Ingo Breuer (Hrsg.): Kleist-Handbuch. Leben – Werk – Wirkung. Metzler, Stuttgart 2009. S. 133–136.
- Fritz Göttler: Handlungssysteme in Heinrich von Kleists ‚Der Findling‘. Diskussion und Anwendung narrativer Kategorien und Analyseverfahren, Frankfurt am Main, Bern (Peter Lang) 1983.
- Joachim Müller: Zufall und Vorfall. Geschehenswelt und Erzählstruktur in Heinrich von Kleists Novelle 'Der Findling'. In: Zeitschrift für Germanistik 3 (1982), S. 427–438.
- Gail M. Newman: Family Violence in Heinrich von Kleist’s „Der Findling“. In: Colloquia Germanica 29 (1996), S. 287–302.
- Bernhard Rieger: Geschlechterrollen und Familienstrukturen in den Erzählungen Heinrich von Kleists, Frankfurt am Main (Peter Lang) 1985.
- Frank G. Ryder: Kleist’s Findling: Oedipus manqué? In: Modern Language Notes 92 (1977), S. 509–524.
- Branka Schaller-Fornoff: Den „Findling“ gibt es nicht. Projektion und Permutation in Kleists Novelle. In: dies. (Hg.) Kleist. Relektüren, Dresden (Thelem) 2011, S. 63–78. ISBN 978-3-939888-93-2
- Jochen Schmidt: Identität als aporetisches Projekt. Kleists Erzählung Der Findling. In: Werner Frick, Susanne Komfort-Hein, Marion Schmaus, Michael Voges (Hg.): Aufklärungen. Zur Literaturgeschichte der Moderne. Festschrift für Klaus-Detlef Müller zum 65. Geburtstag, Tübingen (Niemeyer) 2003, S. 203–210.
- Jürgen Schröder: Kleists Novelle Der Findling. Ein Plädoyer für Nicolo. In: Kleist-Jahrbuch 1985, S. 109–127. Wiederabdruck in: Anton Philipp Knittel, Inka Kording (Hg.): Heinrich von Kleist. Neue Wege der Forschung, Darmstadt (Wissenschaftliche Buchgesellschaft), 2., durchgesehene Auflage 2009, S. 40–58. ISBN 978-3-534-23081-5
- Marianne Schuller: Bild im Text. Zu Kleists Erzählung „Der Findling“. In: Konstanze Fliedl, Bernhard Oberreither, Katharina Serles (Hg.):  Gemälderedereien. Zur literarischen Diskursivierung von Bildern, Berlin (Erich Schmidt Verlag) 2013, S. 42–50. ISBN 978-3-503-13761-9
- Sigrid Weigel: Der 'Findling' als 'gefährliches Supplement'. Der Schrecken der Bilder und die physikalische Affekttheorie in Kleists Inszenierung diskursiver Übergänge um 1800. In: Kleist-Jahrbuch 2001, S. 120–134.
- Mathias Weißbach: Natürliche und rhetorische Irrtümer. 'Der Findling' und die Kunst der 'Ver-Stellung'. In: Kleist-Jahrbuch 2016, S. 82–99.
- Cornelia Zumbusch: Übler Schutz. Die Pest und das Problem der Abwehr in Kleists „Der Findling“. In: Zeitschrift für deutsche Philologie 4, 2009, S. 495–510.